# Centrum Sportu Akademickiego Politechniki Gdańskiej
Centrum Sportu Akademickiego Politechniki Gdańskiej – jednostka organizacyjna Politechniki Gdańskiej.
Centralnym obiektem jest zbudowany w 1962 roku kompleks Akademickiego Ośrodka Sportowego PG. Po modernizacji i rozbudowie w latach 2010-2012 obecne Centrum Sportu Akademickiego PG posiada nowoczesny kompleks sportowy, umożliwiający uprawianie szeregu dyscyplin sportowych.

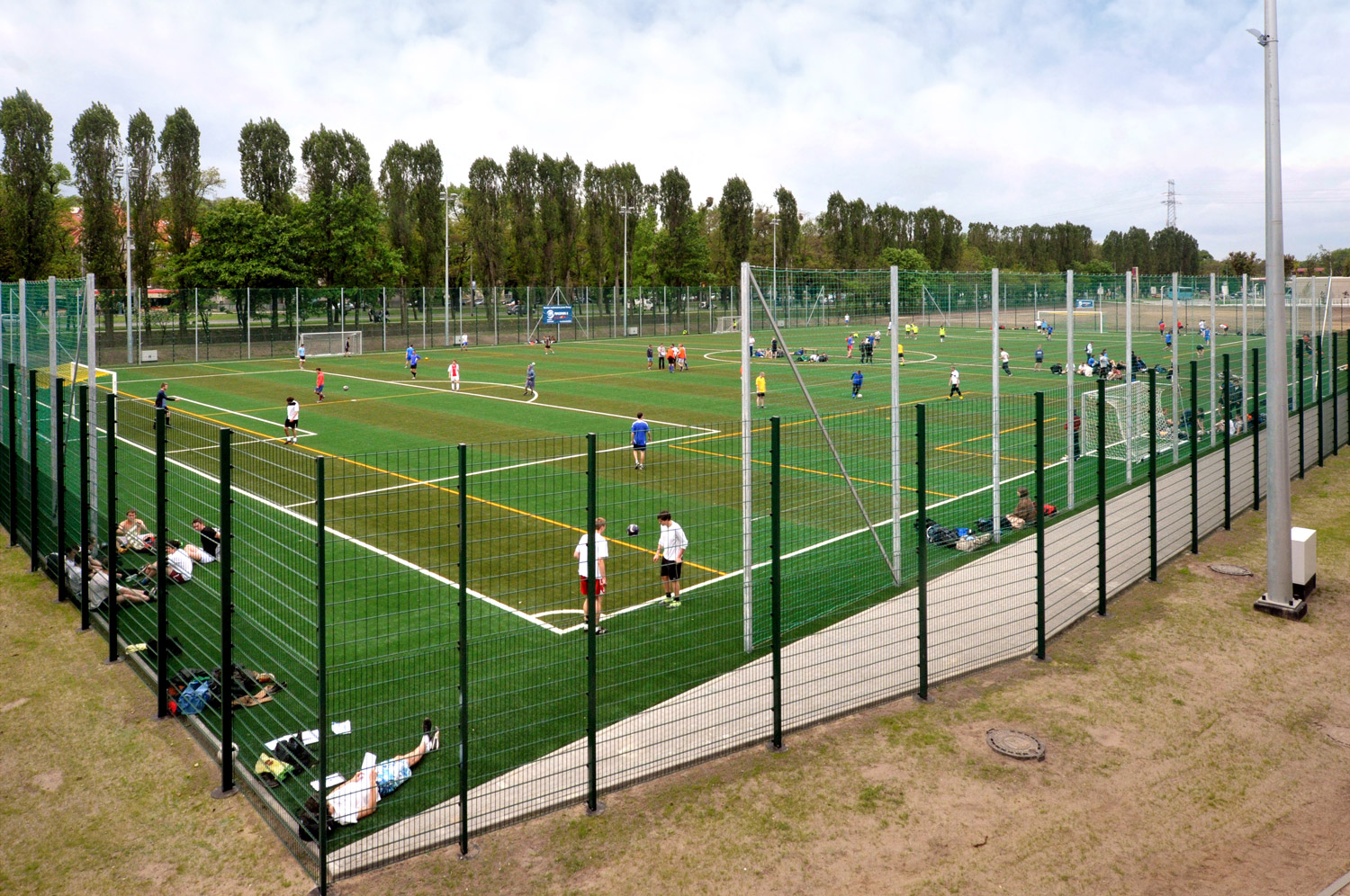
Centrum Sportu Akademickiego

Studenci i pracownicy mają do dyspozycji wysokiej klasy obiekty sportowe w Centrum Sportu Akademickiego, dysponującym nowoczesnymi obiektami sportowymi:
- dwoma basenami,
- pełnowymiarowym boiskiem piłkarskim z certyfikatem FIFA,
- halą sportową, boiskiem do siatkówki,
- plenerowymi kortami tenisowymi i halą tenisową,
- salą aerobiku,
- siłownią,
- wioślarnią,
- salą judo,
- sauną,
- salami wykładowymi.

Młodzież może rozwijać się w przeszło 20 sekcjach sportowych:
- aerobik sportowy
- badminton
- futsal kobiet
- futsal mężczyzn
- judo
- kolarstwo górskie
- koszykówka kobiet
- koszykówka mężczyzn
- lekka atletyka kobiet
- lekka atletyka mężczyzn
- narciarstwo i snowboard
- piłka nożna
- piłka ręczna kobiet
- piłka ręczna mężczyzn
- piłka siatkowa kobiet
- piłka siatkowa mężczyzn
- pływanie kobiet
- pływanie mężczyzn
- tenis stołowy
- tenis ziemny
- trójbój siłowy
- wioślarstwo
- wspinaczka sportowa
- żeglarstwo